# Cineto Romano
Cineto Romano ist eine italienische Gemeinde in der Metropolitanstadt Rom in der Region Latium mit 583 Einwohnern (Stand 31. Dezember 2023). Sie liegt etwa 61 Kilometer nordöstlich von Rom.
|  |

## Geografie
Cineto liegt am Ostabhang der Monti Lucretili über dem Tal des Aniene und gehört zur Comunità Montana Valle dell’Aniene.
Die Nachbarorte sind Mandela, Percile, Riofreddo, Roviano und Vallinfreda.

### Verkehr
Cineto liegt direkt an der Autobahn A24, Strada dei Parchi. Allerdings liegt die nächste Ausfahrt Mandela in 8 km Entfernung.
Der Bahnhof Cineto ist zurzeit stillgelegt, deshalb ist der nächste Bahnhof an der Bahnstrecke Rom – Avezzano Mandela-Sambuci in 7 km Entfernung.

## Geschichte
Cineto war in vorrömischer Zeit von den Aequern bewohnt. In der Nähe lag die Stadt Scaptia, Zentrum des späteren römischen Tribus Scaptia. Nach dem Fall des Römischen Reichs kam Cineto unter die Kontrolle der Langobarden und war seit 755 Teil des Kirchenstaats.

## Bevölkerungsentwicklung
| Jahr      | 1881 | 1901 | 1921 | 1936 | 1951 | 1971 | 1991 | 2001 |
| --------- | ---- | ---- | ---- | ---- | ---- | ---- | ---- | ---- |
| Einwohner | 1282 | 989  | 836  | 865  | 814  | 614  | 537  | 612  |

Quelle: ISTAT

## Politik
Massimiliano Liani (Lista Civica: Un Futuro Per Cineto) amtiert seit dem 6. Juni 2016 als Bürgermeister.